# Francis Fukuyama

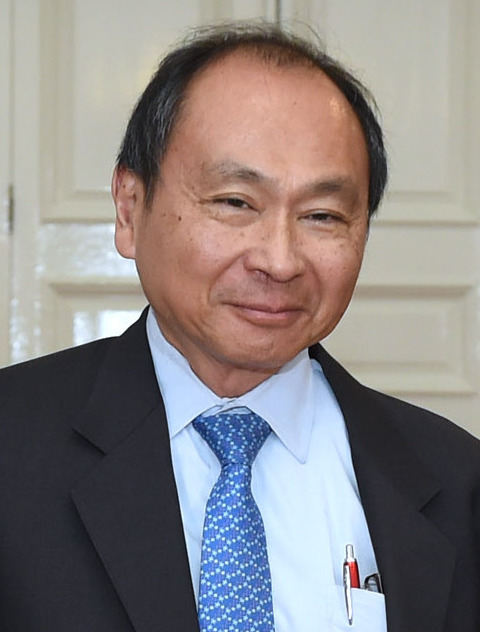
Francis Fukuyama (2015)

Yoshihiro Francis Fukuyama (* 27. Oktober 1952 in Chicago, Illinois) ist ein US-amerikanischer Politikwissenschaftler. Er ist Direktor des Zentrums für Demokratie, Entwicklung und Rechtsstaatlichkeit am Freeman Spogli Institute for International Studies der Stanford University, wo er auch das Master-Programm in Internationaler Politik leitet.
Zu seinen Forschungsschwerpunkten zählen Entwicklungsländer, Nationenbildung, Demokratisierung, Governance, Internationale Politische Ökonomie, strategische und Sicherheitsfragen. Fukuyama gilt als bedeutendster Schüler von Allan Bloom und wurde zeitweilig zur Strömung des Neokonservatismus gezählt, von der er sich jedoch in den 2000er-Jahren distanzierte. Fukuyama hat zu den wichtigsten Themen der neueren Weltpolitik Stellung genommen und sich als liberaler Denker etabliert. Seine meistzitierte These ist die vom Ende der Geschichte, d. h. dem vermeintlich ultimativen Siegeszug der liberalen Demokratie nach dem Ende des Ostblocks und dem Zerfall der Sowjetunion.

## Leben
Francis Fukuyama stammt aus einer akademisch geprägten Familie. Sein Vater Yoshio Fukuyama, der als Sohn japanischer Einwanderer bereits in den USA zur Welt kam, wurde an der Universität Chicago in Soziologie promoviert und arbeitete als protestantischer Pfarrer der Kongregationalisten. Seine Mutter Toshiko Kawata Fukuyama wurde in Kyōto geboren und war Tochter von Shiro Kawata, dem Gründer der wirtschaftswissenschaftlichen Fakultät der Universität Kyōto und ersten Präsidenten der Städtischen Universität Osaka. Sie kam nach dem Zweiten Weltkrieg zum Studium in die USA. Francis Fukuyama wuchs als Einzelkind in New York City auf. Beide Eltern waren sehr an der westlichen Kultur orientiert, weshalb er kein Japanisch lernte und kaum Kontakt zu anderen Japanischen Amerikanern hatte. Die Familie zog nach Pennsylvania, als der Vater einen Lehrauftrag für Religionswissenschaft an der Penn State University bekam.

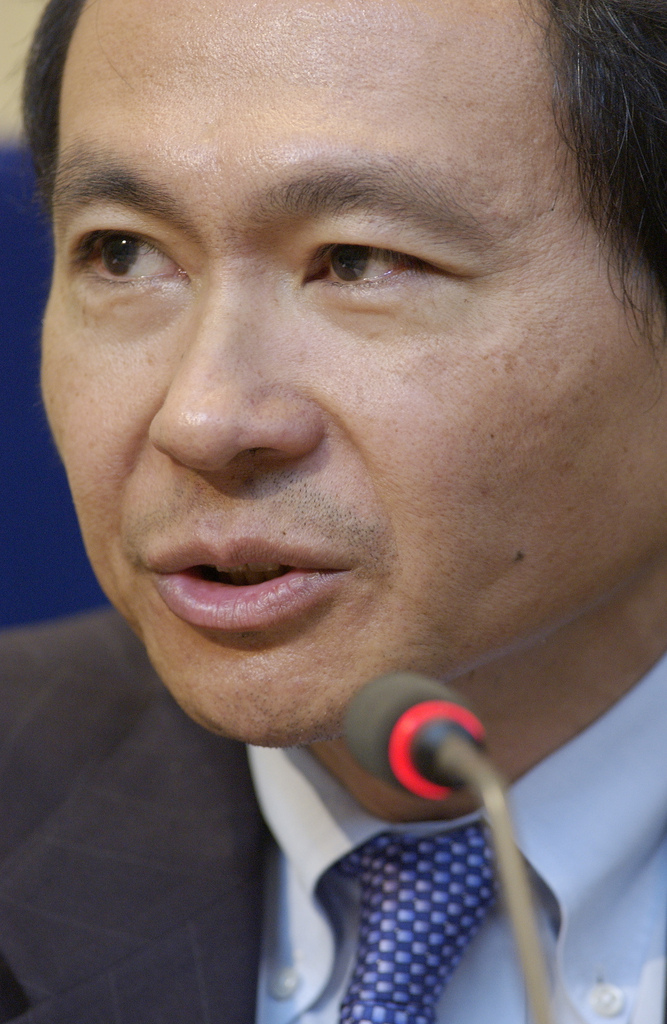
Francis Fukuyama (2005)

Er selbst studierte zunächst klassische Altertumswissenschaft (classics) und Politische Philosophie (bei Allan Bloom) an der Cornell-Universität in Ithaca, wo er mit einem Bachelor of Arts abschloss. Während der Studentenproteste der 68er-Bewegung nahm er eine konservative Haltung ein. Anschließend studierte er Vergleichende Literaturwissenschaft an der Yale-Universität in New Haven. Während eines sechsmonatigen Aufenthalts in Paris besuchte er Vorlesungen von Roland Barthes und Jacques Derrida (deren Dekonstruktion er jedoch ablehnte) und schrieb einen Roman, der unveröffentlicht blieb. Nach seiner Rückkehr in die USA wechselte er an die Harvard-Universität und zur Politikwissenschaft. Dort studierte er bei Samuel P. Huntington sowie Harvey Mansfield und promovierte 1981 mit einer Arbeit über sowjetische Interventionsdrohungen im Nahen Osten.
Ab 1979 arbeitete Fukuyama für die US-amerikanische Denkfabrik RAND Corporation, für die er in der Zeit der Sowjetischen Intervention in Afghanistan und des Ersten Golfkriegs unter anderem Gutachten über die Sicherheitslage in Irak, Iran, Afghanistan und Pakistan schrieb. Während der Regierung von Ronald Reagan war er zeitweilig im Strategieplanungsstab des US-Außenministeriums tätig. Nach der Wahl von George H. W. Bush zum Präsidenten wurde er unter Außenminister James Baker stellvertretender Direktor für Strategieplanung. Bereits im Mai 1989 empfahl er Baker, sich auf eine deutsche Wiedervereinigung einzustellen, während die Deutschland-Experten im Außenministerium dies für völlig unwahrscheinlich hielten. Auch die Auflösung des Warschauer Pakts prognostizierte Fukuyama früher als andere Experten.
Von 1996 bis 2000 war er Professor für Public Policy an der George-Mason-Universität bei Washington, D.C. Von 2001 bis 2010 war Fukuyama Professor für Internationale Politische Ökonomie an der Paul H. Nitze School of Advanced International Studies der Johns Hopkins University in Baltimore. Von 2001 bis 2004 gehörte er dem Rat für Bioethik des US-Präsidenten George W. Bush an. Seit 2010 ist er Olivier Nomellini Senior Fellow am Freeman Spogli Institute for International Studies (FSI) der Stanford-Universität im kalifornischen Silicon Valley. Zudem ist er Direktor des zum FSI gehörenden Center on Democracy, Development, and the Rule of Law (CDDRL) und Direktor des Ford Dorsey Master’s in International Policy. Daneben ist er Gastwissenschaftler beim Carnegie Endowment for International Peace und beim Center for Global Development. Er gehört dem Direktorium der Pardee RAND Graduate School an und ist Mitglied der American Political Science Association (APSA) sowie des Council on Foreign Relations (CFR).
Fukuyama ist mit Laura Holmgren verheiratet, das Paar hat drei Kinder.
2015 wurde er mit dem Skytteanischen Preis ausgezeichnet. Ihm wurde die Ehrendoktorwürde des Connecticut College, der Doane University, der Dōshisha- und der Kansai-Universität in Japan, der Universität Aarhus in Dänemark sowie der Pardee RAND Graduate School verliehen.

## Werk

### „Das Ende der Geschichte“
Fukuyamas am stärksten rezipierte und am meisten zitierte These – das Ende der Geschichte – veröffentlichte er zunächst im Sommer 1989 als Artikel in der konservativen Außenpolitik-Zeitschrift The National Interest. Diesen erweiterte er zum Buch, das 1992 unter dem englischen Titel The End of History and the Last Man erschien. Darin beschreibt Fukuyama den Verlauf der geschichtlichen Evolution als gesetzmäßige und zielgerichtete Verkettung von Ereignissen: Die Geschichte ist demnach keine zufällige Anhäufung von Umständen. Unter Bezugnahme auf eine moderne Variante der Hegelschen Dialektik versucht Fukuyama zu erklären, dass das Ende des Zweiten Weltkrieges und der Fall der Berliner Mauer 1989 zu einer Schlussphase der politischen Systementwicklung geführt haben. Totalitäre Systeme, wie z. B. der Kommunismus und der Faschismus, stellen keine politischen Alternativen mehr dar. Vielmehr ist der Weg frei für eine liberale Demokratie. Totalitäre Systeme sind zum Scheitern verurteilt, weil sie dem Grundgedanken des Liberalismus widersprechen. Dieser besteht nach Fukuyama aus folgenden Prinzipien:
- Grundrechte
  - als Abwehrrechte des Bürgers gegen den Staat (Primärfunktion)
  - als Schutz- und Teilhaberechte (Sekundärfunktion)
- Rechtsstaatsprinzip
- Freie Marktwirtschaft

Der Faschismus (gemeint ist hier der Nationalsozialismus) sei ebenso wie der Kommunismus an inneren Widersprüchen gescheitert, so Fukuyama. Beide Systeme verloren in den Augen der Menschen an Legitimität: zum einen haben sie die Bedürfnisse der Menschen nicht hinreichend abgedeckt, zum anderen – dies ist in den Augen Fukuyamas der wohl viel wichtigere Grund – haben sie es nicht verstanden, ein Gefühl von Anerkennung und Selbstwertgefühl entstehen zu lassen. Im dialektischen politischen Prozess legt Fukuyama also die liberale Demokratie als Endstadium aus:
- Extremer Liberalismus (These)
- Totalitarismus (Antithese)
- Liberale Demokratie (Synthese): „posthistorisch“[4]

Fukuyamas These vom Ende der Geschichte wurde besonders in linken Intellektuellenkreisen kontrovers aufgenommen. Kritiker warfen ihm einen eurozentristischen und kulturimperialistischen Blick auf die Welt vor, der westliche Demokratie und Marktwirtschaft als alternativlos darstelle.
Durch die Jugoslawienkriege und den Völkermord in Ruanda in den 1990er-Jahren sowie die Terroranschläge am 11. September 2001 galt Fukuyamas These vom „Ende der Geschichte“ als widerlegt, wogegen Samuel Huntingtons Wort vom „Kampf der Kulturen“ große Konjunktur hatte.

### „Der große Aufbruch“

#### Die Informationsgesellschaft
In seinem sozialpolitischen Essay aus dem Jahr 1999 unternimmt Fukuyama den Versuch, die sozialen und ökonomischen Veränderungen der modernen und industrialisierten Gesellschaften zu erklären, welche sich auf Grund der Informationstechnologie ergeben. Die Entwicklung von einer Industrie- zu einer Informationsgesellschaft habe zusammenfassend folgende soziale Probleme herbeigeführt:
- Zunahme von Kriminalität
- Geringe Geburtsraten mit der mittelbaren Folge der Zuwanderung
  - als Folge der Frauenemanzipation
  - als Folge der Entkirchlichung der Gesellschaft (extremer Individualismus)
- Verringerung interpersonaler Verhältnisse
  - als Folge der Entstehung und Zunahme virtueller Netzwerkgesellschaften
  - als Folge der virtuellen Kommunikation (Internet).

Gleichzeitig analysiert Fukuyama auch die Vorteile der Informationalisierung der Gesellschaft. Dazu zählt der Umstand, dass Wissen und intellektuelle Fähigkeiten des Menschen eine zunehmend wichtigere Rolle in der modernen Gesellschaft spielen. So entsteht allmählich eine Wissensgesellschaft, welche insbesondere auf Hochtechnologisierung und qualifizierten Dienstleistungen basiert. Der Staat ist gezwungen, zunehmend in die Bildung zu investieren, um Innovationen zu fördern. Geistige Arbeit ersetzt immer mehr körperliche Arbeit.
Außerdem wird die Globalisierung der Produktion ebenfalls zu den Folgen des Wandels zu einer Informationsgesellschaft gehören. Gleichzeitig werden Entwicklungsländer wegen der dort vorhandenen billigeren Arbeitskräfte zunehmend industrialisiert. Im Übrigen lösen Informationstechnologien kulturelle Grenzen auf. Dadurch wird Toleranz gefördert und gleichzeitig Verständnis für andere Kulturen und Lebensweisen entwickelt.

#### Wiederherstellung der sozialen Ordnung
Fukuyama vertritt die These, dass die durch diesen Wandel entstehenden sozialen Probleme von den Gesellschaften durch die gesetzmäßige Bildung neuer formeller und informeller Normen gelöst werden. Jede Gesellschaft sei in der Lage, eine neue Ordnung zu erfinden. Dabei geht Fukuyama von der Prämisse aus, dass nur solche Gesellschaften in der Lage seien, eine neue Ordnung zu erfinden, die genügend „Sozialkapital“ aufweisen. Unter Sozialkapital (im Sinne von Fukuyama; für weitere Bedeutungen siehe: soziales Kapital) ist die Zusammenfassung informeller sowie formeller Normen zu verstehen, die alle Mitglieder einer Gesellschaft „kulturell“ teilen, um eine effektive Kooperation untereinander zu ermöglichen. Es handelt sich also um einen Indikator, der anhand empirischer Daten negativ zu bemessen ist, wenn er fehlt. Hohes Sozialkapital stehe häufig im Zusammenhang mit niedrigen Kriminalitätsraten und der generellen Bereitschaft, sich für die Gesellschaft zu opfern (damit ist z. B. ehrenamtliche Tätigkeit in Vereinen gemeint).

### „Das Ende des Menschen“
In seinem wissenschaftskritischen Werk Das Ende des Menschen (2002) liefert Fukuyama Argumente für eine staatliche Kontrolle der Biotechnologie und Humanmedizin. Zunächst setzt sich Fukuyama mit den sozialen und politischen Nachteilen des sog. Posthumanismus auseinander. Die wissenschaftlichen und technologischen Fortschritte im Rahmen der Humanmedizin und der Biotechnologie haben nämlich zusammenfassend folgende Entwicklungen herbeigeführt:
- In-vitro-Fertilisation
- Präimplantationsdiagnostik (PID)
- Stammzellenforschung
- Klonen zum Zwecke der Reproduktion
- genetische Manipulation von Keimzellen.

#### Soziale und politische Nachteile
Dabei warnt Fukuyama vor einem naiven Optimismus. Insbesondere seien seiner Ansicht nach die sozialen Folgen dieser wissenschaftlichen Errungenschaften nicht absehbar. Der generelle Heilungseffekt dieser Techniken kann zu einer spürbaren Verlängerung des menschlichen Lebens führen. Doch Fukuyama betont, dass der positive Schein dieser Entwicklung trügt – sie führe nämlich zu einer Überalterung der Gesellschaft. Die Gesellschaft sei nach Altersklassen strukturiert, so dass eine Überalterung dazu führen könne, dass die jüngeren Menschen nicht die Möglichkeit haben werden, die soziale Stufenleiter hinaufzuklettern. Die Folge wären Diskriminierungsaktionen gegen ältere Menschen. Die Präimplantationsdiagnose und das Embryo-Screening könnten zu einer regelrechten sexuellen und genetischen Selektion führen (sog. Designer-Babys). Wenn Eltern in die Lage versetzt werden, bestimmte Eigenschaften ihrer künftigen Kinder auszuwählen, dann würden sie dies ausnutzen, um intelligentere, größere und schönere Kinder zu haben. Auf Grund der damit verbundenen hohen Kosten könnten nur reiche Eltern diese Selektion vornehmen, so dass eine Elite entstehen würde, die sogar behaupten könnte, sie sei genetisch höherwertig. Dies könnte zur Bildung einer neuen Art von Aristokratie führen.
Die Folgen einer sexuellen Selektion könnten ebenfalls verheerend sein, weil eine geschlechtsspezifische Verschiebung der Gesellschaft stattfinden könne (Beispiel: Volksrepublik China). Nach Fukuyama könnten auch gesellschaftlich akzeptierte Formen des Zusammenlebens (Beispiel: homosexuelle Partnerschaften) durch die zukünftige Entwicklungen in der Biomedizin in Frage gestellt werden. Ginge man von der Prämisse aus, dass Homosexualität genetisch bedingt sei, dann könnten embryonale Screening-Methoden dazu führen, dass sich Eltern zwischen einem heterosexuelle Gene enthaltenden und einem homosexuelle Gene enthaltenden Embryo entscheiden könnten. Fällt die Entscheidung – wie zu erwarten – für heterosexuelle Kinder, dann könnte dies zu einer zunehmenden Diskriminierung von Homosexuellen führen.
Im Übrigen setzt sich Fukuyama sehr kritisch mit der Möglichkeit auseinander, Keimbahnen zu manipulieren. Die Gesundheit von Menschen zu gewährleisten sei in Ordnung. Ebenfalls nicht zu beanstanden sei der Versuch, genetische Krankheiten zu heilen (sog. Heilbehandlung). Doch als unzulässig müsse die Unternehmung angesehen werden, die eine Vervollkommnung der Natur anstrebe. Es mag zwar sein, dass die Evolution mit Blindheit geschlagen sei, doch feststehe, dass sie immerhin einer strikten Anpassungslogik folge, die Organismen hervorbringt, die für ihre Umgebung tauglich sind.

#### Begründung der Kritik am Posthumanismus
Fukuyama stützt seine kritische Haltung gegenüber dem Posthumanismus auf die Menschenrechte, die er traditionell aus der Menschenwürde herleitet. Wenn es künftig möglich sein sollte, durch genetische Manipulationen der Keimbahnen die Grundstruktur eines Menschen zu verändern, um eine Vervollkommnung zu erreichen, dann sei das Prinzip, wonach alle Menschen dem Grunde nach gleichwertig sind, in Frage gestellt. Dabei begründet er die Menschenwürde weder durch die Berufung auf Gott, noch positivistisch. Vielmehr leitet er die Menschenwürde aus der Natur des Menschen ab und liefert damit eine moderne Variante des kantianischen Würdebegriffes. Nach seiner Auffassung ist die menschliche Natur die Gesamtheit von Verhaltensformen und Eigenschaften, die für die menschliche Gattung typisch sind, wobei sich diese eher aus genetischen Umständen als aus Umweltfaktoren ergeben.

#### Staatliche Kontrolle als Lösung
Fukuyama schlägt vor, die technische und wissenschaftliche Entwicklung in der Bio- und Humanmedizin angemessen zu kontrollieren. Die Staaten müssten
- den Gebrauch der oben genannten Techniken regulieren,
- Institutionen bilden und einsetzen, die zwischen Heilbehandlung und Vervollkommnung unterscheiden,
- diesen Institutionen gewisse Eingriffsrechte geben sowie
- international tätig werden, um eine weltweite Regulierung und Kontrolle zu ermöglichen.

### Position zum Neokonservatismus
In seinem 2006 erschienenen Buch Scheitert Amerika? dekonstruiert Fukuyama die „Clan-Ideologie“ der Neocons und sagt sich von ihnen los. Er kritisiert die Politik Bushs und vor allem das Mittel des Krieges gegen den Irak als „leninistisch“. „Leninismus“ bedeutet hier für Fukuyama das aktive Eingreifen in unvermeidliche Prozesse, um sie zu beschleunigen. „Der klügste Weg, die amerikanische Macht zum gegenwärtigen Zeitpunkt geltend zu machen, ist kein militärischer“, schreibt er kritisch in Richtung der Neocons: „Gefragt wäre die Fähigkeit der USA, internationale Institutionen zu gestalten wie schon in den Jahren unmittelbar nach dem Zweiten Weltkrieg.“ Dabei kritisiert Fukuyama einerseits das Konzept des „Exzeptionalismus“, welches die „Vereinigten Staaten über die anderen hinaushebt“ (Karl Grobe), und die dieser Haltung entsprechende Ideologie der „Manifest Destiny“. Dahinter stehe der Glaube an eine amerikanische Berufung, allen anderen mit Machtmitteln den richtigen Weg zu weisen. Er spricht dieser Haltung die Legitimität ab, weist ihr aber eine Effektivität zu, die er gleichzeitig bejaht. Karl Grobe stellt in seiner Rezension in der Frankfurter Rundschau Abkehr eines Vordenkers dazu fest, dass Fukuyama sich „im Namen der USA auf die Seite der Effektivität“ stelle, nach der „eine schnelle Eingreiftruppe … immer besser als eine vom Völkerrecht durchtränkte und gehemmte UN-Debatte“ sei.

### „Identität: Wie der Verlust der Würde unsere Demokratie gefährdet“
Angesichts des Erstarkens autoritärer Regime und populistischer Politiker in jüngster Vergangenheit sah sich Fukuyama der Frage ausgesetzt, inwieweit seine These aus Das Ende der Geschichte, dass die Menschheit mit Ende des Kalten Krieges den endgültigen Weg zur liberalen Demokratie als Schlussstadium der politischen Systementwicklung beschritten hat, aufrechterhalten werden kann. Fukuyama revidiert seine einstige These in seinem 2018 in den USA erschienenem Buch Identität: Wie der Verlust der Würde unsere Demokratie gefährdet nicht, sondern bietet Erklärungen an, warum sich die liberale Demokratie auch wieder rückwärts entwickeln kann. Dafür stützt er sich vor allem auf die spätestens seit der Wahl von US-Präsident Trump als virulent verstandene Identitätspolitik, bei der der Kampf für Partikularinteressen zur Spaltung der Gesellschaft bis hin zu gewaltsamen Auseinandersetzungen führt. Fukuyama zufolge hätten westliche Demokratien das politische Potenzial von Gefühlen, insbesondere das damit verbundene Verlangen nach Würde, unterschätzt.
Grundsätzlich sei der Kampf benachteiligter Gruppen um Würde und Gleichberechtigung zwar unterstützenswert, jedoch beriefen sie sich zunehmend auf Opfernarrative, die sich gegen andere Gruppen richten, woraus ein gefährlicher neuer Tribalismus erwachse. Als Lösung schlägt Fukuyama vor, „größere und einheitlichere nationale Identitäten zu definieren, welche die Mannigfaltigkeit liberaler demokratischer Gesellschaften berücksichtigen“, also eine Leitkultur im Sinne Bassam Tibis zu etablieren: ein nationales Bewusstsein, das nicht auf Volkszugehörigkeit, Rasse oder Glauben abhebt, sondern im Bekenntnis zu Rechtsstaatlichkeit, Gleichberechtigung und Demokratie zu finden ist. Eine politische Strategie, schreibt Fukuyama im 14. Kapitel des Buches, die sich in diesem Sinne auf eine „erfolgreiche Assimilation“ von Zuwanderern konzentriert, „könnte helfen, den gegenwärtig in den Vereinigten Staaten und Europa aufstrebenden Populisten den Wind aus den Segeln zu nehmen“ („Public policies that focus on the successful assimilation of foreigners might help take the wind out of the sails of the current populist upsurge both in Europe and in the United States“).

### Position zum russischen Überfall auf die Ukraine
Bereits unmittelbar nach dem russischen Überfall auf die Ukraine 2022 erläuterte Fukuyama im Magazin American Purpose, dass Russland auf eine deutliche Niederlage in der Ukraine zusteuert. Der Artikel trug den Titel Preparing for Defeat [Sich auf die Niederlage einstellen], wobei die Niederlage Russlands, nicht der Ukraine, gemeint war. Die Planung von Putins Feldzugs sei inkompetent, sie beruhe auf den irrigen Annahmen, die ukrainische Bevölkerung sei Russland gegenüber positiv eingestellt und die ukrainischen Streitkräfte würden unmittelbar nach der Invasion zusammenbrechen. Es gäbe keine diplomatische Lösung, denn es sei kein für beide Seiten akzeptabler Kompromiss in Territorialfragen denkbar. Der Niederlage Russlands werde der Sturz Putins folgen. Weiters habe die Invasion einen immensen Glaubwürdigkeitsverlust populistischer Politiker weltweit bewirkt. Fukuyama nannte die Namen Jair Bolsonaro, Marine Le Pen, Viktor Orbán, Matteo Salvini, Donald Trump und Éric Zemmour. Die Politik des Kriegs habe deren autoritären Charakter offengelegt. Die Niederlage Russlands werde zu einem „Durchbruch der Freiheit“ führen und die Klage über den Niedergang der Demokratien weltweit beenden. In einem ausführlichen Interview mit William Kristol im Januar 2023 bekräftigte er im Wesentlichen seine Positionen.

## Veröffentlichungen
- Das Ende der Geschichte? in Europäische Rundschau, Jg. 17, H. 4, Wien 1989, S. 3–25; wieder in Als der Eiserne Vorhang fiel. Texte aus dem „Wiener Journal“ und der Europäischen Rundschau aus dem annus mirabilis 1989. Atelier, Wien 2009, ISBN 3-902498-26-9[15]
- The End of History and the Last Man. Free Press, New York 1992. ISBN 0-02-910975-2.
  - Das Ende der Geschichte. Kindler Verlag, München 1992.
  - Das Ende der Geschichte. Hoffmann und Campe, Hamburg 2022. ISBN 978-3-455-01495-2.
- Konfuzius und Marktwirtschaft: der Konflikt der Kulturen (Trust: The Social Virtues and the Creation of Prosperity. The Free Press, New York City, USA), München 1995, Kindler, ISBN 3-463-40277-7.
- Der Aufbruch (The Great Disruption: Human Nature and the Reconstitution of Social Order), 1999
- Das Ende des Menschen (Our Posthuman Future: Consequences of the Biotechnology Revolution), 2002
- Staaten bauen: Die neue Herausforderung internationaler Politik (State-Building: Governance and World Order in the 21st Century), 2004
- America at the Crossroads: Democracy, Power, and the Neoconservative Legacy. Yale University Press, März 2006, ISBN 0-300-11399-4 (vgl. ).
  - Scheitert Amerika? Supermacht am Scheideweg. Berlin: Propyläen Verlag, März 2006. - ISBN 3-549-07289-9 (Rezensionen: , ).
- Nation-building: Beyond Afghanistan and Iraq. Hopkins University Press, 2006, ISBN 0-8018-8334-2.
- The Origins of Political Order: From Prehuman Times to the French Revolution. Farrar, Straus and Giroux, New York 2011, ISBN 978-0-374-22734-0.
- Political Order and Political Decay: From the Industrial Revolution to the Globalization of Democracy. Profile Books Ltd 2014, ISBN 978-1-84668-436-4
- Identity: The Demand for Dignity and the Politics of Resentment. Profile Books Ltd, London 2018, ISBN 978-1-78125-980-1.
  - Identität. Wie der Verlust der Würde unsere Demokratie gefährdet. Hamburg: Hoffmann und Campe 2019, ISBN 978-3-455-00528-8.
- Liberalism and Its Discontents. Profile Books Ltd, London 2022, ISBN 978-1-80081-008-2.
  - Der Liberalismus und seine Feinde. Hamburg: Hoffmann und Campe 2022, ISBN 978-3-455-01493-8 (Rezension von Christoph Möllers (faz.net und FAZ)).